# Кијево (Сански Мост)
Кијево је насељено мјесто у саставу општине Сански Мост, Федерација Босне и Херцеговине, БиХ.

## Становништво
| Националност       | 2013.        | 1991.        | 1981.        | 1971.        |
| Муслимани          | 658 (96,48%) | 765 (68,43%) | 786 (70,56%) | 766 (60,74%) |
| Срби               | 3 (0,44%)    | 194 (17,35%) | 211 (18,94%) | 319 (25,29%) |
| Хрвати             | 13 (1,91%)   | 138 (12,34%) | 87 (7,81%)   | 169 (13,40%) |
| Југословени        | –            | 6 (0,54%)    | 24 (2,15%)   | 0            |
| остали и непознато | 8 (1,17%)    | 15 (1,34%)   | 6 (0,54%)    | 7 (0,57%)    |
| Укупно             | 682          | 1.118        | 1.114        | 1.261        |